# Valley of the Dragons
Valley of the Dragons è un film del 1961 diretto da Edward Bernds.

## Trama
Nel 1881, in Algeria. L'americano Michael Denning e il francese Hector Servadac, si stanno preparando per combattere un duello. Nello stesso momento, vengono spazzati via dalla faccia della Terra, sfiorati da una cometa. I due uomini, si ritrovano sulla Luna, un altro mondo dove scoprono una civiltà preistorica, abitata da rettili e esseri umani delle caverne.